# Orlando Antigua
Orlando Antigua Fernández (República Dominicana, 20 de febrero de 1973) es un entrenador de baloncesto dominico-estadounidense. 

## Trayectoria

### Comienzo y jugador
Nacido en la República Dominicana, de padre dominicano y madre puertorriqueña, de joven se instala en El Bronx con su familia. Con apenas 15 años, la noche de Halloween del año 1988, Antigua recibió un disparo en la cabeza cerca del ojo izquierdo, la bala la tuvo alojada en la cabeza un total de 6 años, hasta que se la pudieron extraer sin cirugía. Natural de una familia de inmigrantes humildes, Orlando tuvo que vivir en la calle, en conventos y pasar muchas penalidades para ayudar a su madre a sacar a sus dos hermanos adelante. Pese a tener que convivir durante seis años con dolores de cabeza por culpa de la bala que tenía alojada allí, Orlando logró destacar en el baloncesto de institutos y en la Universidad de Pittsburgh, donde se graduó en ciencias sociales. Después de la Universidad jugaría en los Harlem Globetrotters, siendo el primer latino en hacerlo, y el primer jugador de raza blanca desde los años 40. Estuvo durante 7 años en los Harlem Globetrotters, haciendo giras en 49 países. También jugaría en varios equipos de Puerto Rico.

### Entrenador
En la NCAA ha sido asistente en la Universidad de Pittsburgh y en la Universidad de Memphis. En 2009 se uniría como asistente a la Universidad de Kentucky, junto con John Calipari, entrenador que le llevaría a las puertas de la selección de su país y con el que ganaría la NCAA en el año 2012. A partir de 2014 toma las riendas como entrenador principal de la Universidad del sur de Florida, teniendo como asistente al exjugador Rod Strickland.